# CIS SAR-80
CIS SAR-80 — автомат, разработанный сингапурской фирмой CIS (Charter Industries of Singapore) в 1978 году и принятый на вооружение в 1984 году. Изначально планировалось поставлять данное оружие не только сингапурским вооружённым силам (в настоящее время заменяется на более новый автомат SAR-21), но и на экспорт, так партия SAR-80 была продана в Хорватию.
С точки зрения внутреннего устройства SAR-80 имеет значительное сходство с AR-18. Автомат работает за счёт автоматики с коротким ходом газового поршня. Затворная рама ходит по двум стержням, вокруг каждого из которых находится возвратная пружина. Затвор поворотный, с 8 боевыми упорами. Ствольная коробка стальная, состоит из двух частей. Приклад, цевьё и пистолетная рукоятка пластмассовые.